# Les Armes de la passion
Pour plus de détails, voir Fiche technique et Distribution.
Les Armes de la passion (Treacherous Beauties) est un téléfilm américain de Charles Jarrott et sorti en 1994.

## Synopsis
Anne-Marie Kerr, une photo-reporter aguerrie, croit que la mort de son frère Alan n'est sans doute pas aussi accidentelle qu'il y paraît.  Elle décide alors de mener sa propre enquête.
Après avoir endossé une fausse identité, elle se met à l'emploi de la puissante et richissime famille Hollister qui contrôle la ville et a peut-être un lien avec la mort d'Alan.  Le fils aîné, Jason Hollister, possède un charme inquiétant et un tempérament violent.  Et comme l'apprend Anne-Marie, il avait peut-être de bonnes raisons de souhaiter la mort de son frère.  Tandis qu'elle navigue dans le passé trouble de la famille Hollister, Anne-Marie s'éprend malgré elle de l'homme qui pourrait avoir assassiné son frère.  Ou alors, cherche-t-il seulement à couvrir son frère plus faible, dont la très charmante épouse entretenait paraît-il une liaison…
La réponse réside quelque part au fond de cette magnifique mais dangereuse gorge où Alan a trouvé la mort.  Dans ce climat palpitant, Anne-Marie s'aperçoit qu'elle avait raison de suivre son cœur. Jason et elle échapperont à ce passé tourmenté pour amorcer ensemble un avenir beaucoup plus suave.

## Fiche technique
- Titre : Les Armes de la passion
- Titre original : Treacherous Beauties
- Réalisation : Charles Jarrott
- Scénario : Jim Henshaw et Naomi Janzen d'après le roman de Cheryl Emerson
- Musique : Jack Lenz
- Photographie : Malcolm Cross
- Montage : Bill Goddard
- Production : Ian McDougall
- Société de production : Alliance Communications Corporation, CTV Television Network, Harlequin et Universum Film
- Pays :  Canada,  États-Unis et  Allemagne
- Genre : Drame, romance et thriller
- Durée : 90 minutes
- Première diffusion : 
  -  États-Unis : 25 septembre 1994
  -  France : 1994

## Distribution
- Emma Samms : Anne-Marie Kerr
- Bruce Greenwood : Jason Hollister
- Catherine Oxenberg : Simone Hollister
- Mark Humphrey : Brent Hollister
- Tippi Hedren : Lettie Hollister
- Ron White : Matt Garven
- Rachael Crawford : Lois Parsons
- Ian D. Clark : Barry
- Krista Bridges : Tiffany
- Paul Rutledge : Alan Kerr
- Alejandro Pereira : Paco